# Peter Hegglin
Peter Hegglin, né le 25 décembre 1960 à Edlibach dans la commune de Menzingen (originaire du même lieu), est un homme politique suisse, membre du Parti démocrate-chrétien (PDC). Il est conseiller d'État du canton de Zoug de 2003 à 2015 et député du même canton au Conseil des États depuis novembre 2015.

## Biographie
Peter Hegglin naît le 25 décembre 1960 à Edlibach, localité rattachée à la commune de Menzingen, dans le canton de Zoug, dont il est également originaire.
Il est titulaire d'un brevet fédéral d'agriculteur.
Il exerce comme entrepreneur de 1987 à 2002. Il assure de 1994 à 2002 la présidence de l'Union zougoise des paysans et, de 1996 à 2002, la vice-présidence de l'Union suisse des paysans.
Il a le grade de soldat à l'armée.
Il est marié et père de quatre enfants. Il vit à Edlibach.

## Parcours politique
Il siège au parlement cantonal de Zoug de 1991 à 2001 et y assure la présidence de la commission de l'aménagement du territoire et du groupe PDC. En parallèle, il est conseiller municipal chargé des travaux à Menzingen de 2000 à 2002 et membre de la commission consultative sur l'agriculture du Conseil fédéral de 2000 à 2003.
En janvier 2003, il entre au gouvernement cantonal de Zoug et y prend la direction des finances. Il est réélu en 2006 et 2010, à chaque fois avec le meilleur résultat parmi les élus. Il préside le gouvernement en 2009-2010. Il est vice-président de la conférence des directeurs cantonaux des finances de 2008 à 2013 et la préside à partir de la mi-mai 2013, succédant au Soleurois Christian Wanner.
Le 18 octobre 2015, il est élu pour représenter le canton de Zoug au Conseil des États. Il y siège à la Commission des finances (CdF), qu'il préside depuis décembre 2019 (il préside également la Délégation des finances de décembre 2019 à décembre 2020), à la Commission des institutions politiques (CIP) de décembre 2015 à juin 2019, à la Commission de la politique de sécurité (CPS) de décembre 2015 à décembre 2019, à la Commission de la sécurité sociale et de la santé publique (CSSS) depuis juin 2019 et à la Commission de l'économie et des redevances (CER) depuis décembre 2019.
Le 14 octobre 2018, à la suite du retrait de Doris Leuthard, il annonce sa candidature pour lui succéder au Conseil fédéral.
Atteint de la maladie à coronavirus 2019, il est hospitalisé en pleine session le 15 juin 2021.

### Autres mandats
Il est notamment président de la fondation Agriss, président du comité de l'Interprofession du lait, président du conseil d'administration de l'assurance RVK et délégué de La Mobilière.